# NGC 2354
NGC 2354 is een open sterrenhoop in het sterrenbeeld Grote Hond. Het hemelobject werd op 6 maart 1785 ontdekt door de Duits-Britse astronoom William Herschel.

## Synoniemen
- OCL 639
- ESO 492-SC6